# Alessandro Ossicini
Alessandro Ossicini (Roma, 9 settembre 1921 – Roma, 17 ottobre 1999) è stato un matematico italiano.

## Biografia
Nacque da Cesare, antifascista, già dirigente dell'Azione Cattolica e fondatore del Partito Popolare Italiano (1919), e da Paola Bianca Torriglia, una patrizia ligure, insieme ad Adriano e a sei sorelle.

Nel 1946 Alessandro sposò Vittoria Borgogno, conosciuta durante la partecipazione, come partigiano, alla liberazione della Capitale. Ebbero otto figli; quattro maschi e quattro femmine.
Si laureò con lode in matematica e fisica nel 1944 all'Università La Sapienza di Roma.

Iniziò il suo percorso accademico sotto la guida di Giovanni Sansone ottenendo la libera docenza in analisi matematica nel 1958; professore ordinario già nel 1966, dall'anno successivo iniziò ad insegnare, presso la Facoltà di Ingegneria dell'Università La Sapienza, Complementi di matematica, corso tenuto sino a quando, nel 1991, si ritirò per gravi problemi di salute. Morì nel 1999.

## Ricerche
La sua attività di ricerca lo ha visto collaborare, tra gli altri, con i colleghi Aldo Ghizzetti e Francesco Rosati; tra gli argomenti studiati si ricordano le serie di Fourier, i polinomi ortogonali, la trasformata di Laplace ed il cosiddetto "calcolo simbolico" per l'analisi dei circuiti elettrici: su questi due ultimi punti scrisse nel 1971, in collaborazione con Aldo Ghizzetti, "Trasformata di Laplace e calcolo simbolico", classico sull'argomento.

## Pubblicazioni
- Costruzione di formule di quadratura di tipo Gaussiano, in Annali di Matematica Pura ed Applicata, Dicembre 1966, Volume 72, Springer-Verlag.
- (EN)  Quadrature formulae, con Aldo Ghizzetti, Basilea, Birkhäuser Verlag, 1970.
- Trasformate di Laplace e calcolo simbolico, con Aldo Ghizzetti, Torino, UTET, 1971.
- Sull'esistenza e unicità delle formule di quadratura gaussiane, con Aldo Ghizzetti, Roma, IAC-CNR, 1975.